# 有声歯茎硬口蓋破擦音
有声歯茎硬口蓋破擦音（ゆうせい しけい こうこうがい はさつおん）とは子音の種類の一つ。舌尖が下歯茎についたまま盛り上がった舌端と上歯茎から硬口蓋にわたる範囲で閉鎖を作り、ゆっくりと開放することによって隙間から生じる摩擦を伴う音。声帯の振動を伴う。国際音声字母では [d͡ʑ] のように二つの記号をタイで結んで書く。かつては [ʥ] (U+02A5) と合字で書いていた。

## 特徴
- 気流の起こし手 - 肺臓気流機構によって起こされる呼気。
- 発声 - 声帯の振動を伴う有声音。
- 調音
  - 調音位置 - 舌端と歯茎・硬口蓋による歯茎硬口蓋音。
  - 調音方法
    - 口腔内の気流 - 舌の中央を気流が通る中線音
    - 調音器官の接近度 - 完全な閉鎖をゆっくりと開放することによって隙間から起こる摩擦を伴う破裂音（破擦音）。
    - 口蓋帆の位置 - 口蓋帆を持ち上げて鼻腔への通路を塞いだ口音。

## 言語例
- 日本語 - ジャージ [d͡ʑaːʑi]。日本語では語頭あるいは撥音・促音の後のじ、じゃ、じゅ、じょの子音に現れる。
- 朝鮮語 - 남자 [namd͡ʑa] （男子）。有声音と有声音に挟まれたㅈに現れる。
- ポーランド語 - dzień [d͡ʑɛ̝̃ɲ] (日、昼間)。また、語末以外の「dź」も同音。
- セルビア語、クロアチア語 - Ђ(キリル文字)、Đ(ラテン文字)